# Edoardo VI d'Inghilterra
Edoardo VI Tudor (Hampton Court, 12 ottobre 1537 – Greenwich, 6 luglio 1553) è stato re d'Inghilterra dal 1547 fino alla sua morte.

## Biografia
Fu il terzo figlio (primo figlio maschio sopravvissuto) del re Enrico VIII d'Inghilterra, avuto con la sua terza moglie, la regina Jane Seymour. Sua madre morì dodici giorni dopo la sua nascita, per via della febbre puerperale.
Fu molto atteso dal padre perché, essendo l'unico erede maschio legittimo, garantiva la successione maschile al trono inglese e la continuità della dinastia Tudor: infatti l'unico altro figlio maschio sopravvissuto all'infanzia, e peraltro illegittimo (e quindi privo di diritti di successione), Henry FitzRoy, I duca di Richmond e Somerset, era morto pochi mesi prima della nascita di Edoardo.
Era talmente prezioso per il re inglese che quest'ultimo, per proteggerlo da possibili infezioni e malattie, ordinava che la sua stanza fosse pulita tre volte al giorno con acqua e sapone e che ogni cortigiano che volesse vederlo dovesse lavarsi ripetutamente le mani prima e dopo averlo toccato. Inoltre viveva lontano dalla corte, a Windsor, visto che sarebbe stato pericoloso tenerlo a Londra, dove periodicamente infuriavano epidemie di peste e vaiolo. Questo anche perché il bambino aveva una salute cagionevole e un corpo gracile.

Edoardo nel 1539 dipinto da Hans Holbein il Giovane.

## Il "brutale corteggiamento"
Anche se lo amava a dismisura Enrico VIII non esitò a usare il figlio come pedina nel complesso scacchiere politico. Infatti, a luglio del 1543, quando Edoardo non aveva ancora sei anni, il padre decise di imporlo come fidanzato a Maria Stuarda, neonata regina di Scozia, figlia del defunto re Giacomo V di Scozia e di Maria di Guisa. Per questo il 1º luglio di quell'anno il sovrano inglese firmò due accordi diplomatici, noti come trattati di Greenwich, con i rappresentanti scozzesi: il primo sotto-trattato sanciva la pace tra il Regno d'Inghilterra e il Regno di Scozia; il secondo invece proponeva un matrimonio tra il principe Edoardo e Maria, regina di Scozia, che aveva appena sei mesi.
In questa parte del documento veniva concordato che la regina Maria sarebbe stata accompagnata da un nobiluomo inglese e da sua moglie fino al suo decimo anno di vita; nel 1552 sarebbe quindi stata consegnata ufficialmente agli inglesi e avrebbe vissuto in Inghilterra nell'attesa di sposarsi. Oltre a ciò, era stabilito che il Regno di Scozia potesse mantenere le sue leggi. Benché il conte di Arran avesse firmato l'accordo il 1º luglio e lo avesse ratificato il 25 agosto 1543, il trattato di Greenwich fu infine rifiutato dal Parlamento scozzese l'11 dicembre dello stesso anno; infatti, Maria di Guisa, madre della regina in fasce, non era d'accordo con le nozze e rimanendo fedele all'Auld Alliance preferì fare sposare sua figlia al delfino di Francia Francesco, figlio di Enrico II e di Caterina de' Medici.

## Re d'Inghilterra

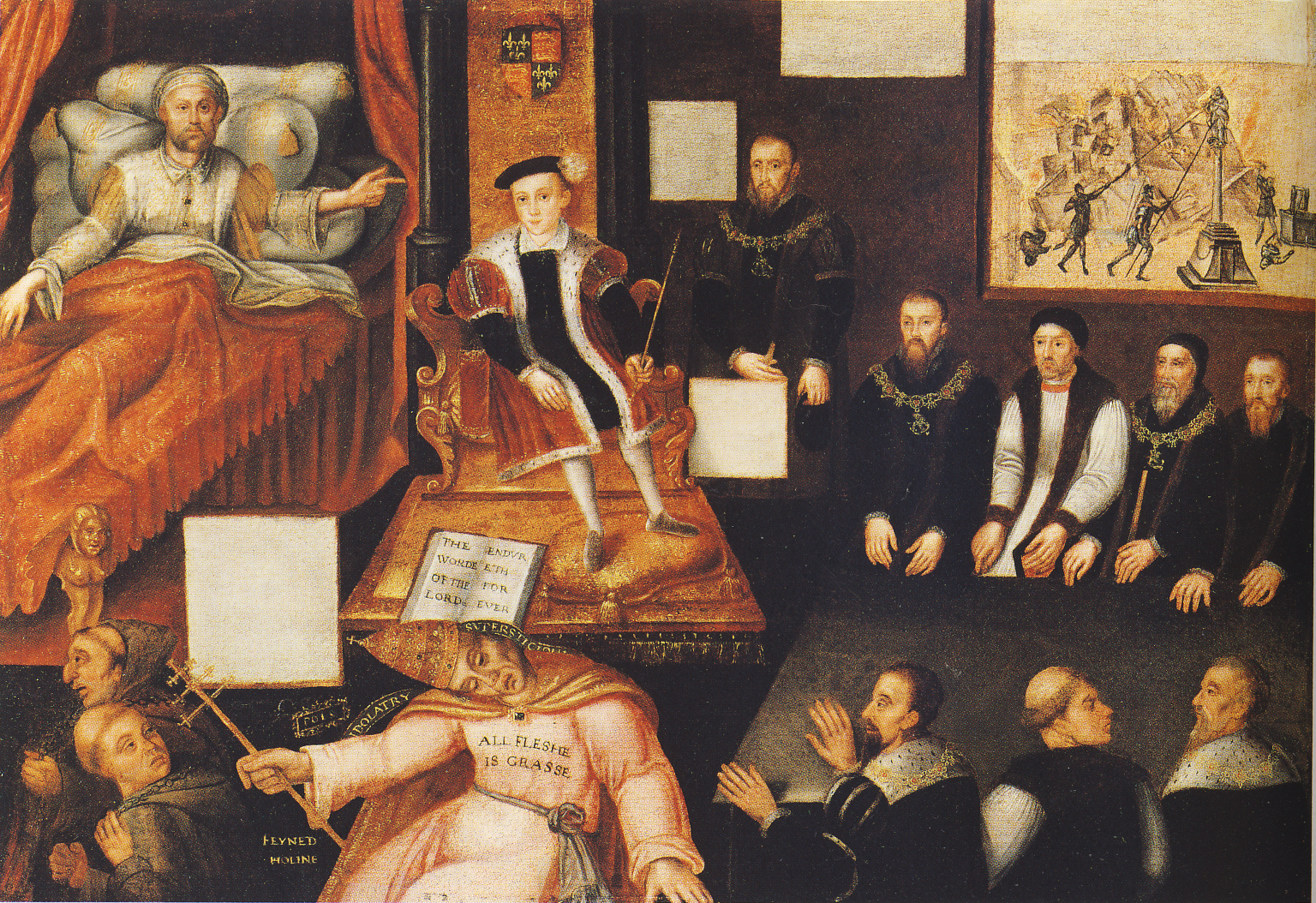
Sul letto di morte, Enrico VIII indica come suo successore il figlio Edoardo VI. In primo piano, il papa con la testa reclinata, simbolo della sconfitta della Chiesa cattolica nel Regno d'Inghilterra.

Dopo la morte di Enrico VIII fu incoronato re d'Inghilterra e Irlanda il 20 febbraio 1547, all'età di neanche dieci anni. Nel 1544 Enrico VIII, con l'Act of Succession, aveva indicato la linea di successione designando al trono, dopo Edoardo, la cattolica Maria, e dopo di lei la sorellastra Elisabetta.
Il giovane re era di bell'aspetto e di intelligenza non comune, ma assai debole e malaticcio: anche per questo non esercitò mai un reale influsso nelle lotte economico - politiche del tempo, che spinsero il Paese sull'orlo della bancarotta. Sotto il suo regno comunque venne riformata in senso protestante la Chiesa d'Inghilterra, anche per influenza dello zio Edward Seymour, I duca di Somerset, reggente per conto del nipote, oltre che dell'arcivescovo di Canterbury Thomas Cranmer, entrambi di tendenze luterane.

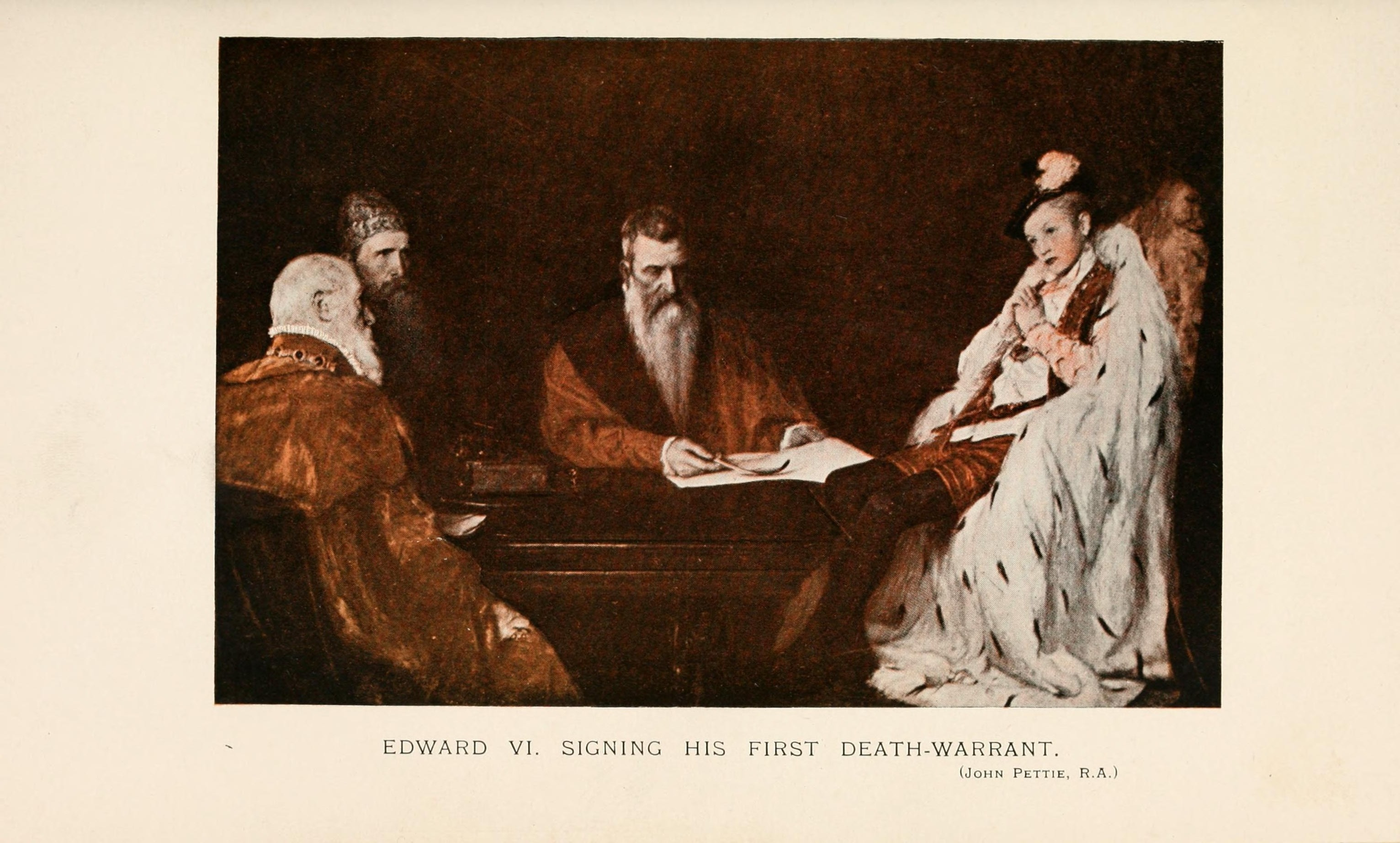
Edward VI signing his first Death Warrant di John Pettie R.A.

Fu infatti sotto loro pressione che nel 1549 Edoardo VI promulgò il Book of Common Prayer, divenuto la base della comunione anglicana. Esso conteneva, "spogliata da ogni superstizione" (come dalla stessa prefazione suggerito) "la liturgia della Chiesa d'Inghilterra riguardo alla preghiera del mattino e della sera, della santa comunione, e dei sacramenti". In questa prima edizione esso portava il nome di "libro della Preghiera Pubblica". In quel momento il duca di Somerset era al culmine del suo potere, anche per le numerose vittorie ottenute in Scozia, ma aveva commesso l'errore di abusare del suo potere, accumulando enormi ricchezze. Per tale motivo fu prima privato della carica di reggente e poi processato per tradimento nel 1549.

Fu poi rilasciato nel 1550, ma a ottobre del 1551 fu di nuovo accusato di tradimento e venne processato. Fu giustiziato il 22 gennaio 1552.
Il suo posto fu preso da John Dudley, I duca di Northumberland, il quale divenne, nell'ultimo periodo di regno di Edoardo VI, il vero governante d'Inghilterra. Fu lui infatti a convincere il giovane re a designare come successore, per non ridare l'Inghilterra in mano ai "papisti", la sua coetanea e compagna d'infanzia lady Jane Grey, pronipote di Enrico VII d'Inghilterra che era stata educata alla corte dell'ultima moglie di suo padre, Caterina Parr, come Elisabetta. Il testamento fatto sottoscrivere a Edoardo presentava un duplice aspetto di debolezza: su un piano formale esso era illegittimo perché violava una legge votata dal Parlamento, qual era l'atto di successione; su un piano sostanziale esso ignorava i diritti della regina di Scozia, Maria Stuarda, e di Margaret Douglas, le quali discendevano direttamente dalla sorella maggiore di Enrico VIII, Margherita Tudor, e si collocavano quindi in una posizione di evidente priorità rispetto alla Grey, che era invece nipote dell'altra sorella minore di Enrico VIII, Maria.

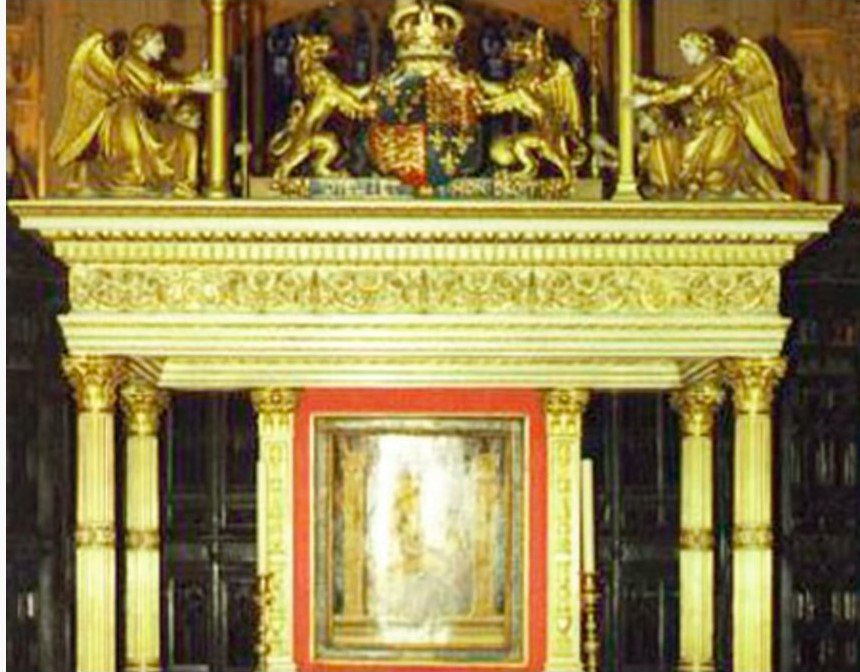
Tomba di Edoardo VI nella Cappella di Enrico VII

Improvvisamente, però, nell'inverno del 1552 il giovane sovrano si ammalò, forse di tubercolosi, e dopo una lunga agonia morì il 6 luglio 1553 a Greenwich, all'età di 15 anni. Si disse anche che fosse stato avvelenato, forse proprio da John Dudley, che aspirava a mantenere la carica di reggente e a eliminare poi le sorellastre Maria ed Elisabetta. Dudley pensava di dare in moglie Elisabetta al proprio figlio Robert, ma poi ritenendolo poco malleabile si propose egli stesso a Elisabetta. Infine diede in moglie Jane Grey al figlio Guilford. Alla notizia della sua morte Maria venne a Londra a prendere possesso del trono che era stato, secondo lei, usurpato da Jane Grey e da suo marito Dudley. Grey e i componenti del Consiglio reale che ne avevano supportato la successione furono accusati di tradimento e giustiziati a febbraio del 1554.

## Edoardo VI nella cultura di massa

### Nella letteratura
Edoardo VI è un personaggio principale nel romanzo di Mark Twain del 1881 Il principe e il povero, nel quale il giovane principe e un ragazzo povero di nome Tom Canty, che ha una sorprendente somiglianza con Edoardo, si scambiano deliberatamente di posto.
Nel romanzo per ragazzi Timeless Love di Judith O'Brien la protagonista, Samantha, torna indietro nel tempo e si ritrova con Edoardo VI. Altri personaggi storici presenti nel libro sono lady Jane Grey, il Duca di Northumberland, la principessa Elisabetta e Barnaby Fitzpatrick.
In Green Darkness (1972) di Anya Seton Edoardo VI fa visita alla tenuta dove vive la protagonista.
Heirs of Squire Harry (1974) di Jane Lane ritrae accuratamente gli intrighi politici alla corte del giovane re, assediato da uomini ambiziosi spietati e messo in ombra dalle sue sorelle.

### Nei film
| Anno                                            | Film | Attore                | Note                                                          |
| ----------------------------------------------- | --- | --------------------- | ------------------------------------------------------------- |
| Film tratti dal romanzo Il principe e il povero | |                       |                                                               |
| 1909                                            | Il principe e il povero (The Prince and the Pauper)                                                                                                   | Cecil Spooner         | Cortometraggio                                                |
| 1915                                            | The Prince and the Pauper | Marguerite Clark      | Cortometraggio                                                |
| 1920                                            | Sua Maestà il re degli straccioni (Prinz und Bettelknabe)                                                                                             | Tibi Lubinsky         |                                                               |
| 1937                                            | Il principe e il povero (The Prince and the Pauper)                                                                                                   | Robert J. Mauch       |                                                               |
| 1943                                            | Prints i nishchiy | M. Barabanova         |                                                               |
| 1955                                            | The Prince and the Pauper | Tegid Wyn Jones       | Miniserie televisiva                                          |
| 1957                                            | "The Prince and the Pauper", episodio della serie The DuPont Show of the Month                                                                        | Rex Thompson          |                                                               |
| 1959                                            | O Príncipe e o Pobre | ?                     | Serie televisiva                                              |
| 1960                                            | "The Prince and the Pauper", episodio della serie Shirley Temple's Storybook                                                                          | Peter Lazer           |                                                               |
| 1962                                            | "The Prince and the Pauper: The Pauper King", episodio della serie Disneyland                                                                         | Sean Scully           |                                                               |
| 1962                                            | "The Prince and the Pauper: The Merciful Law of the King", episodio della serie Disneyland                                                            | Sean Scully           |                                                               |
| 1962                                            | "The Prince and the Pauper: Long Live the Rightful King", episodio della serie Disneyland                                                             | Sean Scully           |                                                               |
| 1962                                            | Il principe e il povero (The Prince and the Pauper)                                                                                                   | Sean Scully           | Versione cinematografica degli episodi della serie Disneyland |
| 1963                                            | O Príncipe E o Mendigo | ?                     | Serie televisiva                                              |
| 1966                                            | Prinz und Betteljunge | Peter Trost           | Film televisivo                                               |
| 1966                                            | "Príncipe y mendigo", "Príncipe y mendigo II", "Príncipe y mendigo III", "Príncipe y mendigo IV" e "Príncipe y mendigo V", episodi della serie Novela | Juan Ramón Torremocha |                                                               |
| 1969                                            | The Adventures of the Prince and the Pauper | Kenny Morse           |                                                               |
| 1971                                            | Princ a chud'as | Roman Skamene         | Film televisivo                                               |
| 1972                                            | O Príncipe E o Mendigo | Kadu Moliterno        | Serie televisiva                                              |
| 1972                                            | Prints i nishchiy | ?                     | Film televisivo                                               |
| 1976                                            | The Prince and the Pauper | Nicholas Lyndhurst    | Miniserie televisiva                                          |
| 1977                                            | Il principe e il povero (The Prince and the Pauper)                                                                                                   | Mark Lester           |                                                               |
| 1996                                            | The Prince and the Pauper | Philip Sarson         | Miniserie televisiva                                          |
| 2000                                            | Il principe e il povero (The Prince and the Pauper)                                                                                                   | Jonathan Timmins      | Film televisivo                                               |
| 2021                                            | O prigipas ki o ftohos | Lambros Konstanteas   | Film televisivo                                               |
| Altri film                                      | |                       |                                                               |
| 1923                                            | Lady Jane Grey; Or, The Court of Intrigue | Forbes Dawson         | Cortometraggio                                                |
| 1936                                            | Destino di sangue (Tudor Rose) | Desmond Tester        |                                                               |
| 1953                                            | La regina vergine (Young Bess) | Rex Thompson          |                                                               |
| 1971                                            | Elisabetta Regina (Elizabeth R) | Jason Kemp            | Miniserie televisiva                                          |
| 1972                                            | Tutte le donne del re (Henry VIII and His Six Wives)                                                                                                  | ?                     |                                                               |
| 1986                                            | Lady Jane (Lady Jane) | Warren Saire          |                                                               |
| 2003                                            | Henry VIII | Hugh Mitchell         | Film televisivo                                               |
| 2007-2010                                       | I Tudors (The Tudors) | Eoin Murtagh          | Serie televisiva                                              |
| 2007-2010                                       | I Tudors (The Tudors) | Jake Hathaway         | Serie televisiva                                              |

## Ascendenza
|                           |                  |                          | Genitori                            |  |  | Nonni |  |  | Bisnonni      |  |  | Trisnonni  |  |
|                           |                  |                          |                                     |  |  |       |  |  | Edmondo Tudor |  |  | Owen Tudor |  |
|                           |                  |                          |                                     |  |  |       |  |  | Edmondo Tudor |  |  | Owen Tudor |  |
|                           |                  | Caterina di Valois       |                                     |  |  |       |  |  | Edmondo Tudor |  |  |            |  |
| Enrico VII d'Inghilterra  |                  |                          |                                     |  |  |       |  |  | Edmondo Tudor |  |  |            |  |
|                           |                  | Margaret Beaufort        | John Beaufort, duca di Somerset     |  |  |       |  |  |               |  |  |            |  |
|                           |                  | Margaret Beaufort        | John Beaufort, duca di Somerset     |  |  |       |  |  |               |  |  |            |  |
|                           |                  | Margaret Beaufort        | Margaret Beauchamp di Bletso        |  |  |       |  |  |               |  |  |            |  |
| Enrico VIII d'Inghilterra |                  | Margaret Beaufort        |                                     |  |  |       |  |  |               |  |  |            |  |
|                           |                  | Edoardo IV d'Inghilterra | Riccardo Plantageneto, duca di York |  |  |       |  |  |               |  |  |            |  |
|                           |                  | Edoardo IV d'Inghilterra | Riccardo Plantageneto, duca di York |  |  |       |  |  |               |  |  |            |  |
|                           |                  | Edoardo IV d'Inghilterra | Cecily Neville                      |  |  |       |  |  |               |  |  |            |  |
| Elisabetta di York        |                  | Edoardo IV d'Inghilterra |                                     |  |  |       |  |  |               |  |  |            |  |
|                           |                  | Elisabetta Woodville     | Richard Woodville                   |  |  |       |  |  |               |  |  |            |  |
|                           |                  | Elisabetta Woodville     | Richard Woodville                   |  |  |       |  |  |               |  |  |            |  |
|                           |                  | Elisabetta Woodville     | Giacometta di Lussemburgo           |  |  |       |  |  |               |  |  |            |  |
| Edoardo VI d'Inghilterra  |                  | Elisabetta Woodville     |                                     |  |  |       |  |  |               |  |  |            |  |
|                           | Sir John Seymour | Sir John Seymour         |                                     |  |  |       |  |  |               |  |  |            |  |
|                           | Sir John Seymour | Sir John Seymour         |                                     |  |  |       |  |  |               |  |  |            |  |
|                           | Sir John Seymour | Elizabeth Coker          |                                     |  |  |       |  |  |               |  |  |            |  |
| Sir John Seymour          | Sir John Seymour |                          |                                     |  |  |       |  |  |               |  |  |            |  |
|                           |                  | Elizabeth Darrell        | George Darell                       |  |  |       |  |  |               |  |  |            |  |
|                           |                  | Elizabeth Darrell        | George Darell                       |  |  |       |  |  |               |  |  |            |  |
|                           |                  | Elizabeth Darrell        | Margaret Stourton                   |  |  |       |  |  |               |  |  |            |  |
| Jane Seymour              |                  | Elizabeth Darrell        |                                     |  |  |       |  |  |               |  |  |            |  |
|                           |                  | Sir Henry Wentworth      | Philip Wentworth                    |  |  |       |  |  |               |  |  |            |  |
|                           |                  | Sir Henry Wentworth      | Philip Wentworth                    |  |  |       |  |  |               |  |  |            |  |
|                           |                  | Sir Henry Wentworth      | Mary Clifford                       |  |  |       |  |  |               |  |  |            |  |
| Margery Wentworth         |                  | Sir Henry Wentworth      |                                     |  |  |       |  |  |               |  |  |            |  |
|                           |                  | Ann Say                  | Sir John Say                        |  |  |       |  |  |               |  |  |            |  |
|                           |                  | Ann Say                  | Sir John Say                        |  |  |       |  |  |               |  |  |            |  |
|                           |                  | Ann Say                  | Elizabeth Cheney                    |  |  |       |  |  |               |  |  |            |  |
|                           |                  | Ann Say                  |                                     |  |  |       |  |  |               |  |  |            |  |